# Jacobijnerklooster (Groningen)

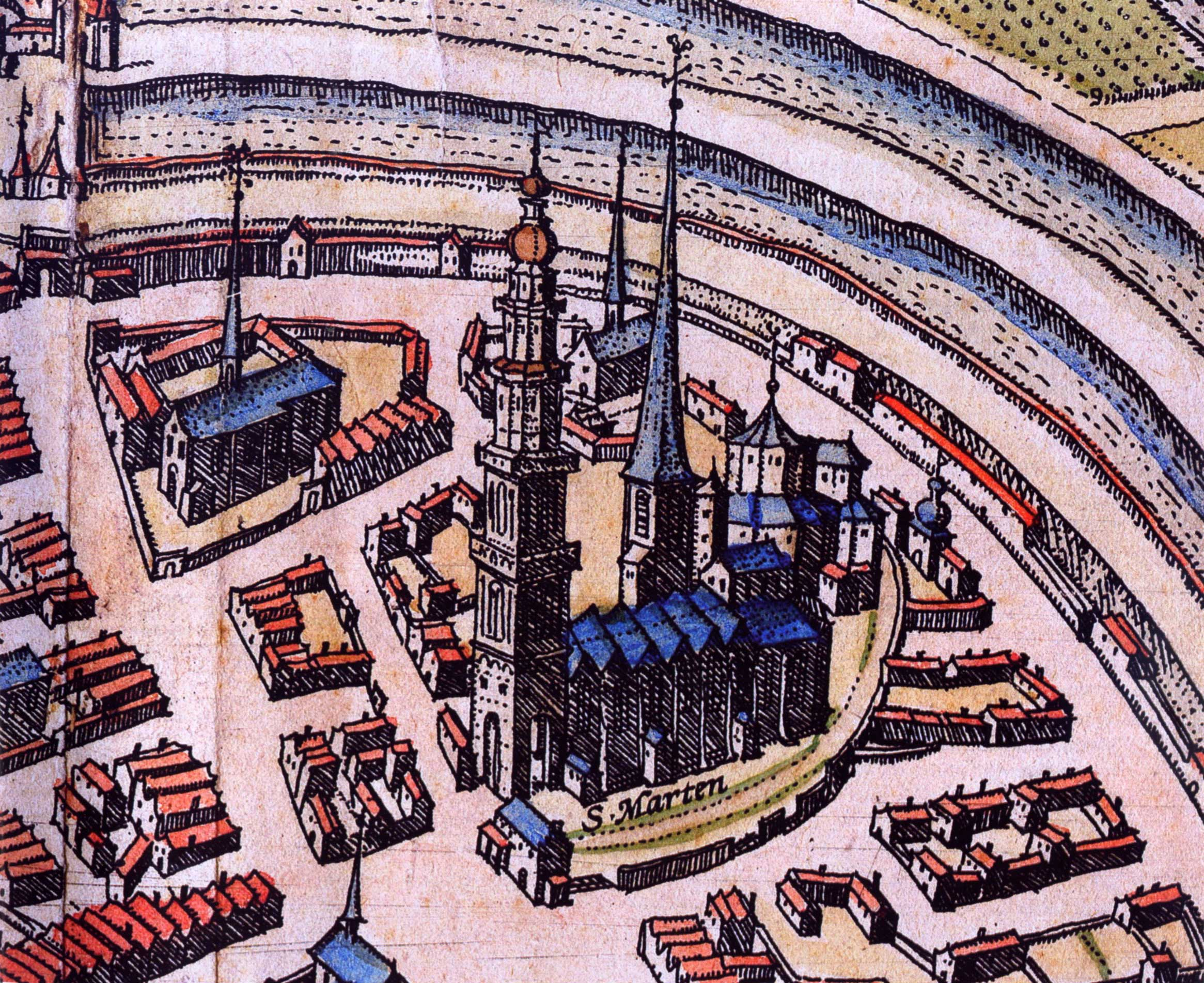
Het Jacobijnerklooster op een oude stadsplattegrond uit 1575, linksboven

In 1308 schenkt de prefect van Groningen een huis met grond aan het dominicaner klooster van Winsum. Deze schenking is het begin van het Jacobijnerklooster in de stad. Jacobijnen is een alternatieve benaming voor de orde van de dominicanen of predikheren. Het klooster in de stad is een dochterklooster van het klooster van Winsum.

## Bedelorden
Het nieuwe klooster is net als het al eerder gestichte Franciscanerklooster een typisch stadsklooster. Zowel de Franciscanen als de Dominicanen zijn van origine bedelorden. De relatief dichtbevolkte stad leende zich beter voor een dergelijke vestiging dan het platteland, dat in de provincie Groningen vooral het domein was van de cisterciënzers en de norbertijnen.
Dat wil overigens niet zeggen dat de monniken van de bedelordes alleen in de stad actief waren. Binnen de verschillende ordes werden afspraken gemaakt over het gebied, aangeduid als termijn, waarbinnen het betreffende klooster voor de betreffende orde het alleenrecht had om te bedelen. Het stichten van een nieuw klooster binnen een bedelorde was daarom bepaald geen vanzelfsprekendheid: de kloosters die door een dergelijke stichting een deel van hun termijn dreigden kwijt te raken, zaten niet op de nieuweling te wachten. Van het klooster in Groningen is bekend dat het betrokken was in grensgeschillen met de Dominicanerkloosters in Osnabrück en Leeuwarden. Het klooster verloor een deel van zijn termijn bij de stichting van het Dominicanerklooster in Zwolle, in 1468.

## Geschiedenis van het klooster
Als stichter van het klooster in Groningen wordt de toenmalige prefect Ludolphus beschouwd. Zijn schenking aan de prior van het klooster van Winsum vormt de basis van het klooster. Het eerste klooster zal gevestigd zijn in het huis dat hij geschonken heeft. Dat huis lag aan de tegenwoordige Jacobijnerstraat. Het kloosterterrein strekte zich uit van deze straat tot aan de toenmalige stadsmuur en werd begrensd aan de westzijde door de Oude Ebbingestraat en aan de oostzijde door het Kattenhage.'
Een van de betrokkenen bij de stichting was de mysticus Eckhart von Hochheim, die als hoofd van de ordeprovincie Saxonia het nieuwe klooster bezocht. Het klooster werd in 1310 in de orde opgenomen.
Hoe het klooster er tussen 1308 en 1594 heeft uitgezien, is vrijwel onbekend. Het klooster komt voor op de stadskaart van Jacob van Deventer uit 1565. Bekend is dat het klooster nadien door prior Arnold Nijlen nog verbouwd is. Op de kaart van Egbert Haubois uit 1643 wordt het klooster met kloosterkerk (de St Jacobskerk) weergegeven. Daaruit kan worden afgeleid dat het klooster een aanzienlijke kerk had, die niet alleen dienstdeed voor de eigen monniken, maar ook door stadjers bezocht werd. De kerk gold als een van de vijf belangrijkste kerken van de stad.

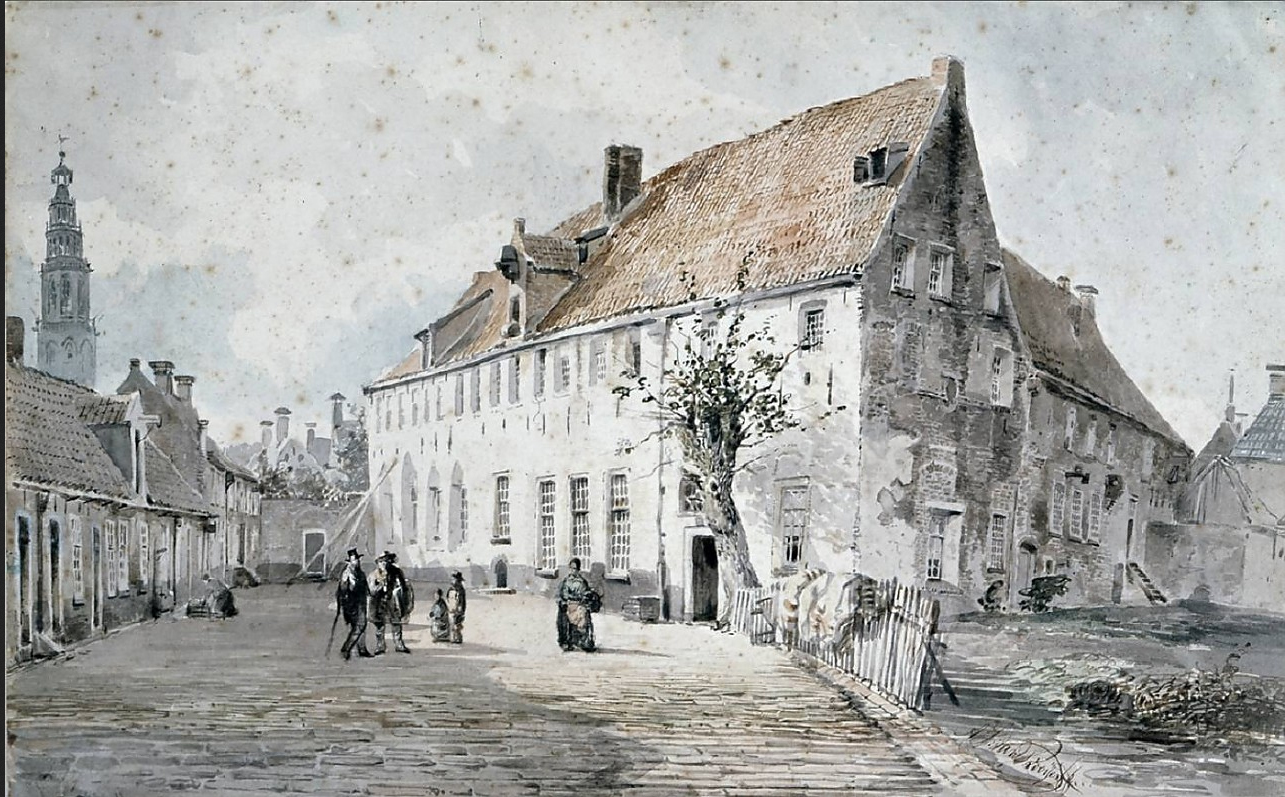
Het Groene Weeshuis in 1858

De laatste prior, de al genoemde Arnoldus Nijlen, werd in 1589 benoemd tot vicaris-generaal van het toenmalige bisdom Groningen. Nadien werd hij ook nog benoemd tot bisschop, maar hij is nimmer gewijd. De reductie van Groningen in 1594 betekende ook voor dit klooster het einde. Het merendeel van de nog aanwezige monniken verliet de stad en vestigden zich uiteindelijk in Brussel en Mechelen. Het kloostercomplex komt dan in handen van de provincie. Een deel van het complex werd omgevormd tot tuchthuis voor onder andere misdadigers, landlopers en bedelaars. Een ander deel werd ingericht als werkhuis en in het noordoostelijke deel werd de militaire gevangenis ('het Gewaldigen Logement') gevestigd, waarvoor vlakbij een 'pycqueursstal' voor de ruiterij werd ondergebracht. De overige kloostergebouwen werden bestemd als weeshuis. In 1621 werd het Groene Weeshuis hier ondergebracht en in 1660 ook het Blauwe Weeshuis. Beide weeshuizen worden in 1673 samengevoegd tot het groene en blaauwe gecombineerde diakenie-kinderhuis, vanaf 1826 het Groene Weeshuis genoemd. De Jacobskerk werd omgevormd tot 'timmerhuys' en 'giethuys' waar kanonnen, slangen en kartouwen werden gegoten in twee ovens. In 1674 werd de Jacobskerk afgebroken.

## Hanzedagen
In 1463 werden de Hanzedagen in het Jacobijnerklooster  van Groningen gehouden. De vier Groninger burgemeesters Hendrick Baroldes, Otto ter Hansouwe, Gozen Dulck en Johan Rengers Schaffer probeerden hier  tevergeefs te bemiddelen in de conflicten tussen enerzijds de Wendische Hanze', onder leiding van Lübeck en anderzijds de Hollandse steden. Ondanks de mislukte bijeenkomst worden de Groningers door beide partijen bedankt voor hun "vliit unde arbeid".